# Aleh Chmyl
Aleh Uładzimirawicz Chmyl, błr. Алег Уладзіміравіч Хмыль, ros. Олег Владимирович Хмыль - Oleg Władimirowicz Chmyl (ur. 30 stycznia 1970 w Mińsku) – białoruski hokeista, reprezentant Białorusi, dwukrotny olimpijczyk. Trener hokejowy.

## Kariera zawodnicza
- Dynama Mińsk (1986-1990, 1991-1993)
  -  SzWSM Mińsk (1988, 1990-1991)
- Tiwali Mińsk (1993-1995)
- Łada Togliatti (1995-2002)
  -  CSK WWS Samara (1998)
- Nieftiechimik Niżniekamsk (2002-2004)
- HK MWD Bałaszycha (2004-2005)
- Dynama Mińsk (2005-2007)
- Junost' Mińsk (2007-2009)

Wychowanek mińskich szkół SDJuSzOR i Junosti. Występował w klubach białoruskiej ekstraligi i superlidze rosyjskiej.
Był wieloletnim reprezentantem Białorusi, od 1992 do 2005 rozegrał w kadrze 133 meczów, w których zdobył 67 punktów (17 goli i 50 asyst). Uczestniczył w turniejach mistrzostw świata w 1992 (kwalifikacje do Grupy C), 1994, 1995 (Grupa C), 1996, 1997 (Grupa B), 1998, 1999, 2000, 2001 (Grupa A), 2002, 2003, 2004 oraz zimowych igrzysk olimpijskich 1998, 2002.

## Kariera trenerska
- MHK Junost' Mińsk (2010-2012), główny trener
- Junost' Mińsk (2013), główny trener
- Junior Mińsk (2013-2014), główny trener
- Junost' Mińsk (2014-2016), asystent trenera[2]
- HK Homel (2016-2017), trener w sztabie szkoleniowym
- HK Homel (2017-2019), główny trener
- Chimik Nowopołock (2019-), główny trener

Po zakończeniu kariery zawodniczej w 2009 został szkoleniowcem hokejowym. Rozpoczął pracę w klubie Junosti Mińsk. Początkowo prowadził zespół juniorski, następnie w 2013 tymczasowo został pierwszym trenerem drużyny seniorskiej, występującej wówczas w rosyjskich rozgrywkach Wysszaja Chokkiejnaja Liga w sezonie 2012/2013. Od 2013 do 2014 był szkoleniowcem Juniora Mińsk, a w 2014 został asystentem trenera Junosti Michaiła Zacharaua. Potem był głównym trenerem w Homlu do stycznia 2019. Wiosną 2019 został trenerem Chimika Nowopołock.

## Sukcesy
Reprezentacyjne
- Awans do grupy B mistrzostw świata: 1995
- Awans do grupy A mistrzostw świata: 1997
- Czwarte miejsce w turnieju zimowych igrzysk olimpijskich: 2002
- Awans do Elity mistrzostw świata: 2002, 2004

Klubowe
- Złoty medal mistrzostw Białorusi: 1993, 1994, 1995 z Tiwali Mińsk, 2007 z Dynama Mińsk, 2009 z Junostią Mińsk
- Złoty medal mistrzostw Rosji: 1996 z Ładą Togliatti
- Srebrny medal mistrzostw Rosji: 1997 z Ładą Togliatti
- Puchar Europy: 1997 z Ładą Togliatti
- Puchar Tatrzański: 2003 z Nieftiechimikiem Niżniekamsk
- Złoty medal wyższej ligi: 2005 z HK MWD Bałaszycha
- Puchar Białorusi: 2006 z Dynama Mińsk, 2009 z Junostią Mińsk
- Srebrny medal mistrzostw Białorusi: 2008 z Junostią Mińsk

Indywidualne
- Mistrzostwa Świata w Hokeju na Lodzie 1994#Grupa C[5]:
  - Najlepszy obrońca turnieju

Odznaczenia
- Zasłużony Mistrz Sportu Republiki Białorusi: 2002[6]